# 白声
白声（しらごえ）とは、日本の伝統芸能の一部に特徴的な発声である。

## 概要
節談説教－説経節－祭文－ちょんがれ－浪花節と祭文系の芸能に特徴的な発声で、特に浪曲で一般に知られ、白声＝寂声（さびごえ）＝胴声（どうごえ）＝シオカラ声＝いわゆるダミ声で唸ることが必須であった時代は長くあった。日常的に大声を出す職種にも似た特有の声である（注意深く聞けば分かるが、若干違う）。倍音成分が多く、近年日本でも知られるようになったホーミーと類似するという説もある。「白声とは、最も低い領域の呂の声のしかもしゃがれた声にあたり、力身とはりきむ、力をこめてきばって声をはりあげる、いきみ声を指す。」
颯田琴次氏は、『かたい声やわらかい声』（日本放送局出版協会）で、
日本人の音声はどちらかというと、いわゆるイキミ声である。発音の器官中、いずれかの部分にムリが行われている証拠だと思う。よしあしの問題ではない。事実であり、現象だ。（中略）
次にイキミ声の問題だが、これは永いあいだの生活環境に順応して、おのずから育成されたものである。浪花節ではそれが少し極端に誇張されたきらいはあるが、その傾向の絶無なのは、上品視されている他の伝統的な声曲にも、ほとんどないと言っていいとおもう。よしあしにかかわらず、日本ではこれが発声法の常識であって、日本人の聴感覚もそれにまったく馴れていると、考えるべきものであろう。
よく言われる「胴間声（どうまごえ）」は悪い声を示し、浪曲師の（理想的な）声（一例：桃中軒雲右衛門）としては誤りである。
今でも「浪曲」の代表的イメージはこの声という面は大きいようで、落語の三遊亭歌奴「浪曲社長」や、SWAの三遊亭白鳥作で柳家喬太郎も演じる「任侠流山動物園」でうなられる浪曲は、この白声を強くイメージしている。
その特徴的な声を作るために、喉から血が出るような修業を積んだという苦労談は多々ある。が、マイクロフォンが発達して以降は、胴声は必須ではなくなった。小音（しょうおん。マイクなしでは寄席の後方まで届かないような小さな声）であってもその才能が生かされるようになり、代わりに胴声を使いこなす浪曲師は（他の芸能でも）減少の一途をたどったまま現在に至る。
西洋音楽のベルカント唱法とは対極に位置するもので、西洋音楽が主流となった現在では、いよいよ蔑まれがちな声でもある。